# 6783 Гуляєв
6783 Гуляєв (6783 Gulyaev) — астероїд головного поясу, відкритий 24 вересня 1990 року.
Тіссеранів параметр щодо Юпітера — 3,300.